# Petit-Failly
 Petit-Failly  là một xã của tỉnh Meurthe-et-Moselle, thuộc vùng Grand Est, đông bắc nước nước Pháp. Xã này nằm ở khu vực có độ cao trung bình 219 mét trên mực nước biển.
Thị trấn nằm ở hữu ngạn sông Othain, sông chảy theo hướng bắc qua phía tây thị trấn.